# Бугунж
Бугунж, Бугунжа (адыг. Бгъунж — «косой» — поскольку река впадает в р. Ходзь под косым углом) — река в России, протекает в Мостовском районе Краснодарского края. Правый приток реки Ходзь.

## География
Река Бугунж берёт начало на склонах горы Шапка (главный поток) и хребта Малый Бамбак. Течёт на север по горному ущелью. На реке расположен одноимённый посёлок Бугунжа. Река Бугунж впадает в Ходзь у посёлка Узловой. Устье реки находится в 59 км по правому берегу реки Ходзи. Длина реки — 27 км, площадь водосборного бассейна — 236 км².

### Притоки
В 16 км от устья, по левому берегу реки впадает река Ачешбок. Ниже посёлка Бугунжа река принимает воды двух правых притоков: Гунжонок и Тёмная.

## Данные водного реестра
По данным государственного водного реестра России относится к Кубанскому бассейновому округу, водохозяйственный участок реки — Лаба от истока до впадения реки Чамлык. Речной бассейн реки — Кубань.
Код объекта в государственном водном реестре — 06020000712108100003571.

## Топографические карты
- Лист карты L-37-142 Псебай. Масштаб: 1 : 100 000. Состояние местности на 1983 год. Издание 1985 г.